# Andrea Labarca
Andrea Labarca  (Santiago de Chile, 5 de enero de 1962) es una modelo y cantante de baladas chilena.

## Vida artística
Su trayectoria se concentró a finales de la década de 1980 y mitad de los años 2000. Fue modelo de Sábados Gigantes desde 1978, en ese mismo año fue participante de Miss Teenager Intercontinental y concursante de Miss Chile en 1981.[cita requerida]
En su carrera de modelo, fue rostro de tiendas Corona y posó para varias revistas en Chile, Latinoamérica y los Estados Unidos.
Cocondujo el programa de televisión Prisma juvenil de Televisión Nacional de Chile en 1985, junto a otras estrellas juveniles de la época: Alberto Plaza, Soledad Guerrero y Luis Jara.
Grabó diversos temas musicales de teleseries chilenas, incluyendo el tema Te necesito que fue la canción de apertura de la teleserie chilena Ángel malo, de Universidad Católica de Chile Televisión, la cual fue un éxito en el año de 1986. y Participó en el Festival de la Canción de Viña del Mar de 1987, y en la producción local de la canción We Are the World con artistas chilenos, presentados en una sección del programa Martes 13 de Canal 13.
En 1993, fue panelista del programa Cóctel, de La Red y dos años después, en 1995, interpretaba el jingle del comercial de Pizza Hut.
En 2004, fue conductora del programa Zona joven, del canal de cable Zona Latina.[cita requerida]

## Programas de televisión
- 1978-1991, 2012 - Sábados Gigantes (Canal 13).
- 1979 - Adanes y Evas (Canal 13).
- 1979 - La rueda de la fortuna (Canal 13).
- 1980 - Noche de gigantes (Canal 13).
- 1981 - Miss Chile (TVN).
- 1981-1994, 2000 Teletón.
- 1983-1987 - Festival de la una (TVN).
- 1984-1992 Martes 13 (Canal 13).
- 1984 - Marca registrada (TVN).
- 1985 - Prisma juvenil (TVN).
- 1987-1989 Festival de Viña del Mar (TVN).
- 1989 Siempre lunes (TVN).
- 1990 - Aquí, hotel O'Higgins (TVN).
- 1991-1992 - Una vez más (Canal 13).
- 1993-1994 - Cóctel (La Red).
- 1996 - Gigante y usted (Canal 13).
- 1999 - Viva el lunes (Canal 13).
- 2000 - Amigas y amigos (Chilevisión).
- 2001 - El lunes sin falta (Canal 13).
- 2002 - Por fin es lunes (Canal 13).
- 2003 - Viva la mañana (Canal 13).
- 2004 - Zona joven (Zona Latina).
- 2019 - City Tour (13C).
- 2020 - Recordando Más música (REC TV).
- 2021 - Quédate en la música (REC TV).
- 2022 - RECordando... con Andrea Tessa (REC TV).
- 2022 - Tu día (Canal 13).
- 2024 - El cuarto de música (REC TV).

## Discografía
- 1999 - Andrea Labarca.
- 2001 - Estigmas.
- 2022 - En Navidad, villancicos para renacer.